# 阿爾卑斯旱獺
阿爾卑斯旱獺（學名：Marmota marmota）是旱獺屬的模式種，生活在中、南歐海拔800—3,200米（2,600—10,500英尺）的阿爾卑斯山、喀尔巴阡山、塔特拉山和亚平宁山脉地區，1948年又引入庇里牛斯山地區，其實庇里牛斯山本來存在阿爾卑斯旱獺，但在更新世滅絕。

## 特征

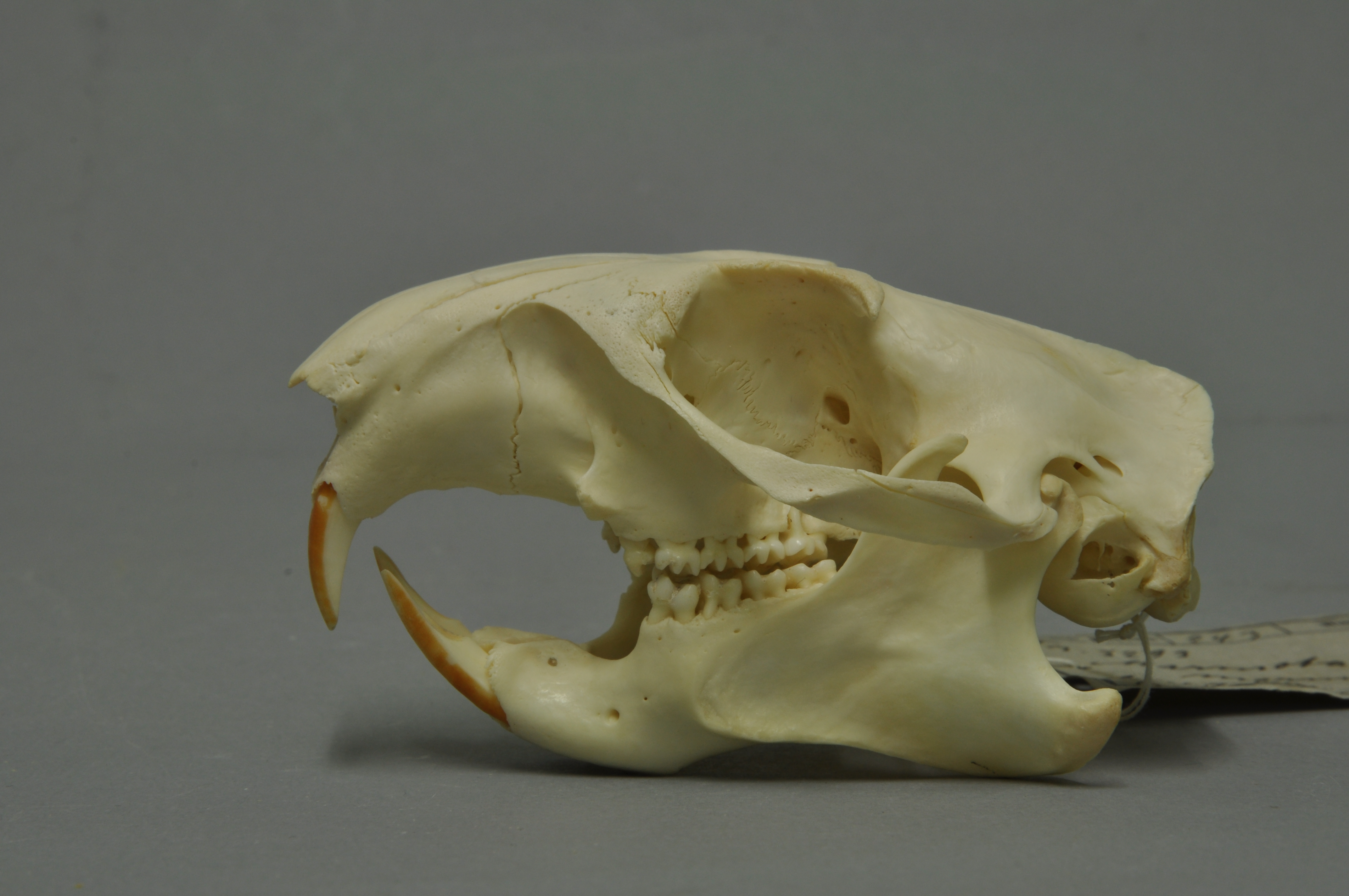
頭骨

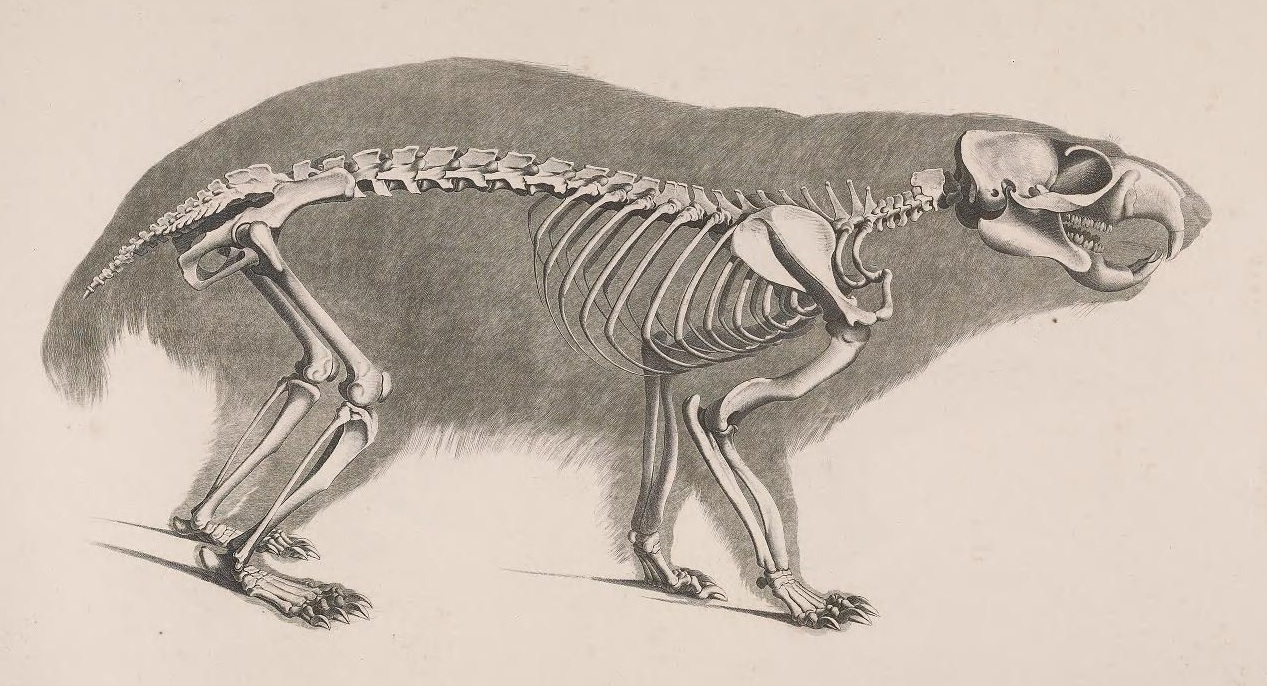
骨骼

成年體體長43—73（17—29英寸），尾巴長13—20（5.1—7.9英寸），體重1.9—8（4.2—17.6英磅），春天剛結束冬眠的體重比秋季輕得多。它有時被視為最重的松鼠科生物，但實際上同屬的其他生物也可以達到這樣的重量。

## 習性
阿爾卑斯旱獺是一種雜食動物，吃草和各種昆蟲、蜘蛛，每天早晚天氣涼爽時出來覓食。它們不是很耐熱，因此天氣炎熱時食慾不佳。
兩歲大的阿爾卑斯旱獺就已性成熟，在春季交配，約33天產仔。佔有統治地位的雌性阿爾卑斯旱獺會襲擊懷孕的同類，甚至殺死幼崽。飼養的阿爾卑斯旱獺壽命在15至18年左右。

## 與人類的關係

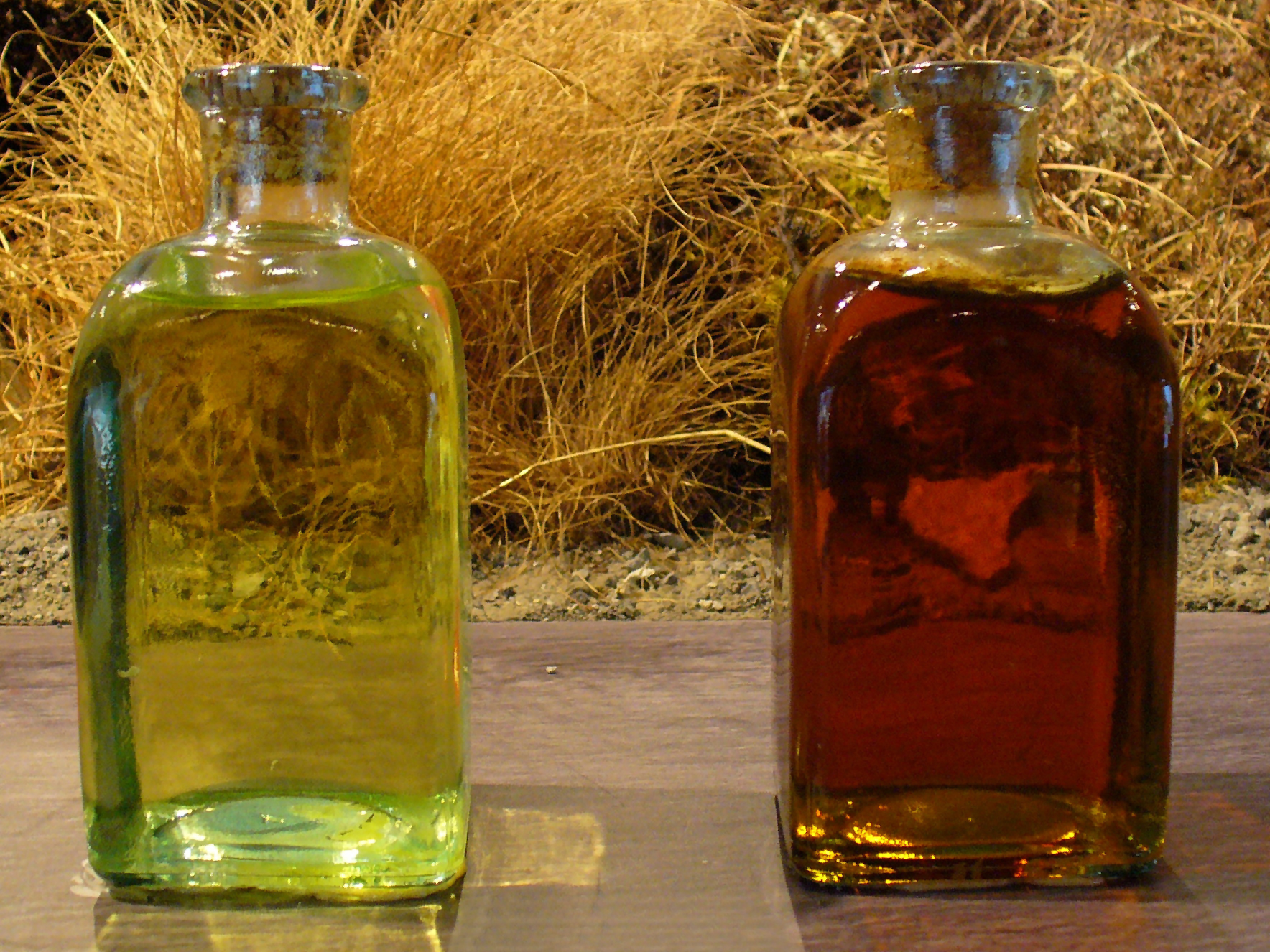
阿爾卑斯旱獺油

歐洲人曾經相信阿爾卑斯旱獺的脂肪可以塗在皮膚上治療风湿病，因此大規模地狩獵該物種，有時也將其作為食物捕殺。但是阿爾卑斯旱獺的整體種群數量並沒有因此受到太大的威脅，只有德國等部分地區的數量有下降趨勢。

## 外部連接
- 维基共享资源上的相關多媒體資源：Marmota marmota